# Конья (аеропорт)
Аеропорт Конья (тур. Konya Havalimanı) (IATA: KYA, ICAO: LTAN) — військова авіабаза та цивільний аеропорт у місті Конья, Туреччина, за 18 км від міста. 
Аеропорт також використовується НАТО. 
Відкрито у 2000 році. 
Пасажирський термінал аеропорту займає площу 2650 м² і має паркінг на 278 автомобілів.
Аеропорт Конья є домівкою для 3-го авіакрила (тур. Ana Jet Üssü або AJÜ) 1-го командування ВПС (тур. Hava Kuvvet Komutanlığı) ВПС Туреччини (тур. Türk Hava Kuvvetleri).

## Авіалінії та напрямки, серпень 2023
| Авіакомпанія      | Пункт призначення                                                     |
| ----------------- | --------------------------------------------------------------------- |
| AnadoluJet        | Стамбул–Сабіха Гьокчен Сезонно: Копенгаген                            |
| Corendon Airlines | Сезонні: Амстердам, Роттердам                                         |
| Pegasus Airlines  | Стамбул–Сабіха Гьокчен Сезонно: Копенгаген                            |
| SunExpress        | Ізмір Сезонний: Амстердам, Копенгаген, Дюссельдорф, Стокгольм–Арланда |
| Turkish Airlines  | Стамбул                                                               |

## Статистика
Див. джерело запитів Вікіданих та джерела.